# 安倍寛麻呂
安倍 寛麻呂（あべ の ひろまろ）は、平安時代初期の公卿。治部卿・安倍東人の三男。官位は従四位下・参議。

## 経歴
奈良時代中期の天平宝字元年（757年）に生まれるが、桓武朝末までの前半生の事績は不明で、40代後半の延暦22年（803年）になって中務少丞に任ぜられ、初めて歴史上に登場する。
大同元年（806年）平城天皇の即位後に伯耆掾（または介）として地方官に転じ、大同3年（808年）52歳にしてようやく従五位下に叙爵される。
嵯峨朝前半は侍従・民部少輔・斎宮頭などを歴任する。弘仁7年（816年）従五位上に叙せられると、弘仁8年（817年）正五位下・治部卿、弘仁9年（818年）従四位下と嵯峨朝の後半に急速に昇進し、弘仁10年（819年）参議兼大宰大弐に任ぜられ、叙爵後10年余りで公卿に列した。しかし参議任官後僅か1年半後の、翌弘仁11年（820年）11月11日卒去。享年64。最終官位は参議従四位下大宰大弐。

## 官歴
注記のないものは『日本後紀』による。
- 延暦22年（803年） 6月：中務少丞[1]
- 大同元年（806年） 閏6月5日：伯耆掾[1]
- 時期不詳：正六位上
- 大同3年（808年） 11月17日：従五位下
- 弘仁4年（813年） 日付不詳：侍従[1]
- 弘仁5年（814年） 正月11日：民部少輔[1]。2月10日：斎宮頭[1]。7月10日：兼伊勢権介
- 弘仁7年（816年） 正月7日：従五位上
- 弘仁8年（817年） 正月7日：正五位下。5月：治部卿[1]。8月1日：兼伊勢権守
- 弘仁9年（818年） 正月：従四位下
- 弘仁10年（819年） 3月1日：参議、治部卿如元[1]。7月：兼大宰大弐[1]
- 弘仁11年（820年） 11月11日：卒去（参議従四位下大宰大弐）

## 系譜
- 父：安倍東人[1]
- 母：不詳
- 生母不明の子女
  - 次男：安倍安仁[2]（793-859）